# Praia de Naufragados
Praia de Naufragados (la « plage des naufragés », en français) est une plage de la municipalité de Florianópolis, au Brésil. Elle se situe à l'extrême sud de l'île de Santa Catarina, à 43 km du centre ville.

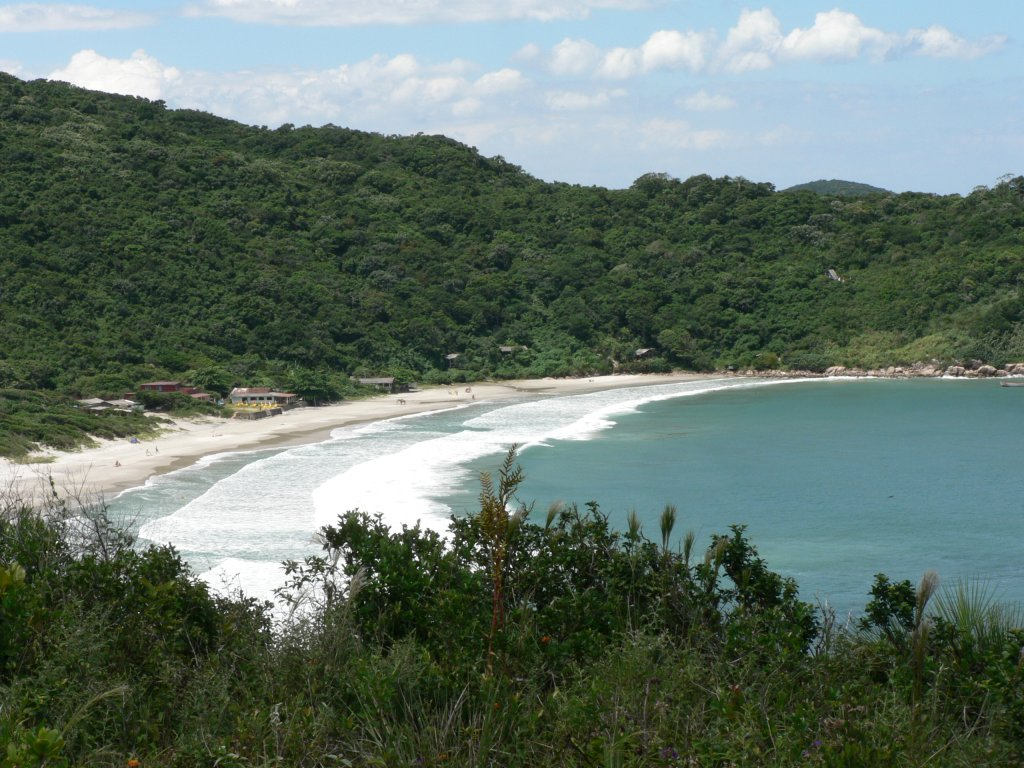
Vue de la plage de Naufragados.

Elle n'est accessible qu'à pied, après une petite randonnée d'environ 1 km. 
Sur les hauteurs de la plage, on trouve un phare à l'abandon et les restes d'un petit fort qui protégeait la baie des envahisseurs.